# Cryptothele cristata
Cryptothele cristata là một loài nhện trong họ Zodariidae.
Loài này thuộc chi Cryptothele. Cryptothele cristata được Eugène Simon miêu tả năm 1884.